# Клинівський парк
Кли́нівський парк — парк-пам'ятка садово-паркового мистецтва місцевого значення в Україні. Об'єкт природно-заповідного фонду Чернівецької області.
Розташований у межах Сторожинецької міської громади Чернівецького району Чернівецької області, в селі Панка.
Площа 5 га. Статус присвоєно згідно з рішенням облвиконкому від 30.05.1979 року № 198. Перебуває у віданні: Санаторій «Золотий колос». 
Статус присвоєно для збереження парку, заснованого в другій половині ХІХ ст. Зростає 16 видів і форм деревних та чагарникових екзотів.